# Anseau V de Traînel
Anseau V de Traînel, né vers 1200 et mort entre 1263 et 1268, est le troisième fils de Garnier III de Traînel, seigneur de Marigny, et de son épouse Agnès de Mello, dame de Voisines. Il est seigneur de Voisines, de Gélannes puis de Soligny au début et au milieu du XIIIe siècle.
Il joue un rôle important pour le comté de Champagne en étant successivement maréchal puis connétable ainsi que gouverneur.

## Biographie
Né vers 1200, Anseau V de Traînel est le troisième fils de Garnier III de Traînel, seigneur de Marigny, et de son épouse Agnès de Mello, dame de Voisines,.
Peu après 1217, à la mort de leur père, son frère aîné Garnier IV de Traînel hérite de la seigneurie paternelle de Marigny, tandis que son second frère aîné Dreux Ier de Traînel hérite de celle de Traînel, probablement cédée par la branche aînée de la famille, tandis que lui hérite de la seigneurie maternelle de Voisines ainsi que celle de Gélannes, probablement démembrée de la seigneurie de Marigny. Quant à son frère puîné Guy de Traînel, il se consacre à la vie ecclésiastique et devient doyen de Laon en 1235, archidiacre de Laon en 1239 puis évêque de Verdun en 1245.
Vers 1246, le maréchal de Champagne Guillaume Ier de Lézinnes décède et il lui succède à ce poste.
En août 1248, alors à Aigues-Mortes et en partance pour la septième croisade, Dreux V de Mello donne à son neveu Anseau la seigneurie de Soligny. Cette donation sera approuvée la même année par son frère Guillaume Ier de Mello.
Vers 1258, il cède sa charge de maréchal contre celle de connétable de Champagne après le décès du précédent titulaire, Jean Ier de Dampierre.
En octobre 1263, le comte Thibaut V de Champagne, alors en partance pour la Navarre dont il était le roi, lui laisse le gouvernement de la Champagne pendant son absence d'une durée d'au moins six mois.
Il meurt peu entre 1263 et 1168 et est inhumé dans le chapitre de l'abbaye de Vauluisant. Il est alors remplacé comme seigneur de Voisines par son fils aîné Anseau VI de Traînel.

## Mariage et enfants
Vers 1230, il épouse en premières noces Mathilde de Melun, fille de Guillaume II de Melun, vicomte de Melun, et de son épouse Agnès de Bellay, dame de Montreuil, mais n'ont pas de postérité ensemble.
Probablement devenu veuf, il épouse en secondes noces Agnès de Mont-Saint-Jean, fille de Guillaume II de Mont-Saint-Jean, seigneur de Mont-Saint-Jean, et de son épouse Marie des Barres, avec qui il a plusieurs enfants, :
- Anseau VI de Traînel, mort après 1337, qui succède à son père comme seigneur de Voisines et qui épouse Béatrix de Maligny ;
- Guy de Traînel, cité dans le Europäische Stammtafeln avec sa date de décès le 27 octobre 1294 et son lieu d'inhumation à l'abbaye de Vauluisant. Il hérite de Soligny, mais n'a probablement pas de postérité car son frère aîné Anseau VI en est le seigneur après lui[14] ;
- Dreux de Traînel, cité dans le Europäische Stammtafeln sans aucun autre détail.

Certains historiens lui ont également donné comme épouse en secondes noces Marguerite de Mello, veuve de Guillaume de Villehardouin, seigneur de Lézinnes et de Villy ainsi que maréchal de Champagne, fille de Guillaume Ier de Mello, seigneur de Saint-Bris, et de son épouse Élisabeth de Mont-Saint-Jean. Ce mariage expliquerait comment Anseau se serait retrouvé titulaire du maréchalat de Champagne et pourquoi il aurait été nommé seigneur de Lézinnes dans certaines chartes. Mais ce mariage ne serait pas possible, car Marguerite de Mello est la nièce d'Agnès de Mello, la mère d'Anseau V de Traînel. Anseau et Marguerite sont donc cousins germains et une telle union n'aurait pas été autorisée par l'église,.